# مراد پنجم
مراد پنجم (به ترکی عثمانی: مراد خامس) (۲۱/۲۲ سپتامبر ۱۸۴۰–۲۹ اوت ۱۹۰۴) سی و سومین سلطان امپراتوری عثمانی بود که از ۳۰ مه تا ۳۱ اوت ۱۸۷۶ میلادی سلطنت کرد.
او در کاخ توپ‌قاپی استانبول (قسطنطنیه) به دنیا آمد. پدر او سلطان عبدالمجید بود. وی زمانی به سلطنت رسید که سلطنت عمویش، سلطان عبدالعزیز به پایان رسید. وی به شدت تحت تأثیر فرهنگ فرانسه بود. او فقط ۹۳ روز سلطنت کرد او قبل از رسیدن به سلطنت مدتی معجونی را بر سر خود می‌زد که بعدها مشخص شد دارای مواد خطرناک شیمیایی بوده و همین علت باعث شد که وی مدت بسیار زیادی را در توهم و بی‌حسی بدن به‌سر ببرد، و کلیه طبیب‌ها از وی قطع امید کردند، و رجال دولت از ولیعهد عبدالحمید درخواست کردند که امور دولت را در دست بگیرد.
بدین ترتیب مراد پنجم از سلطنت خلع و عبدالحمید دوم به جای او نشست. سرانجام چندین سال پس از عزلش حال او خوب می‌شود و سلطان مراد پنجم و خانواده‌اش، توسط سلطان عبدالحمید دوم به حبس خانگی می‌روند، و تا زمان مرگ در حبس باقی می‌ماند.